# Karlsruher Tulpenbücher
Die Karlsruher Tulpenbücher entstanden in der Zeit um 1730 im Auftrag des Stadtgründers Markgraf Karl Wilhelm von Baden-Durlach. Neben Tulpen und Narzissen lassen sich in diesen Blumenbüchern zahlreiche Darstellungen von Hyazinthen, Ranunkeln, Anemonen und Aurikeln entdecken. Die heute noch erhaltenen vier Bände befinden sich in der Badischen Landesbibliothek (Sign. K 3301 und K 3302) sowie im Generallandesarchiv Karlsruhe (Sign. Hfk, Hs. 263 und 269).

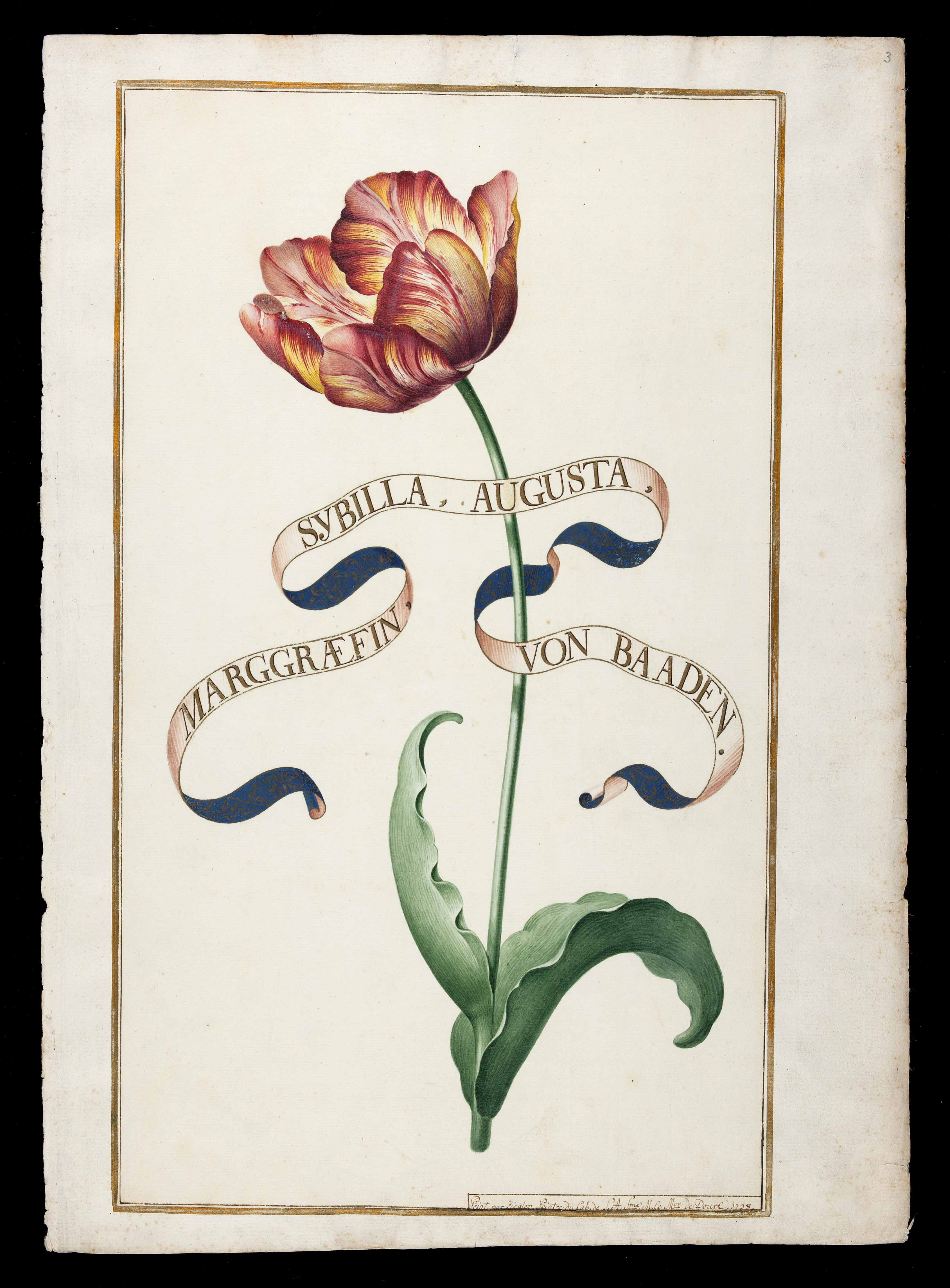
Tulpenaquarell mit Spruchband, 1738. Badische Landesbibliothek Karlsruhe, K 3302, Bl. 3

## Geschichte der Karlsruher Tulpenbücher
Die Leidenschaft für Botanik lässt sich in der Familie der Markgrafen von Baden über Generationen zurückverfolgen. Schon im Jahr 1565 existierte in der Durlacher Residenz ein Garten, von dessen Pflanzen Friedrich VI. (1617–1677) um 1660 einige Blumenaquarelle anfertigen ließ. Diese noch heute in der Universitätsbibliothek Göttingen erhaltene Sammlung Flora picta besteht überwiegend aus Tulpenportraits und gilt als Vorgänger der berühmten, um 1730 entstandenen Karlsruher Tulpenbücher. Im Jahr 1709 trat Markgraf Karl III. Wilhelm von Baden-Durlach (1679–1738) die Nachfolge seines Vaters Markgraf Friedrich VII. Magnus (1647–1709) an. Den damaligen Blumenreichtum im Durlacher Schlossgarten belegt ein im Jahr 1713 gedruckter Catalogus der Blumen, welche in dem „fürstl. Hoff-Garten zu Carlsburg“ (Generallandesarchiv Karlsruhe, HfK-Hs. Nr. 107) zu sehen sind. Er dokumentiert 2.121 alphabetisch sortierte Blumensorten, darunter finden sich insgesamt 1.162 verschiedene Tulpensorten. Schon damals zeichnete sich Karl Wilhelms große Vorliebe für Tulpen ab.

Nur wenige Kilometer von seiner alten Residenz in Durlach entfernt legte Markgraf Karl III. Wilhelm von Baden-Durlach am 17. Juni 1715 den Grundstein für sein neues Schloss und die Stadt Karlsruhe. Zwei Jahre später konzipierte der Gärtner Berceon einen terrassenförmigen Lustgarten nach dem Vorbild der damals in Mode gekommenen Gartenanlagen von Schloss Versailles, die André Le Notre (1613–1700) angelegt hatte. 32 Alleen breiteten sich vom zentralen Karlsruher Schlossturm wie Sonnenstrahlen in die Umgebung aus. 

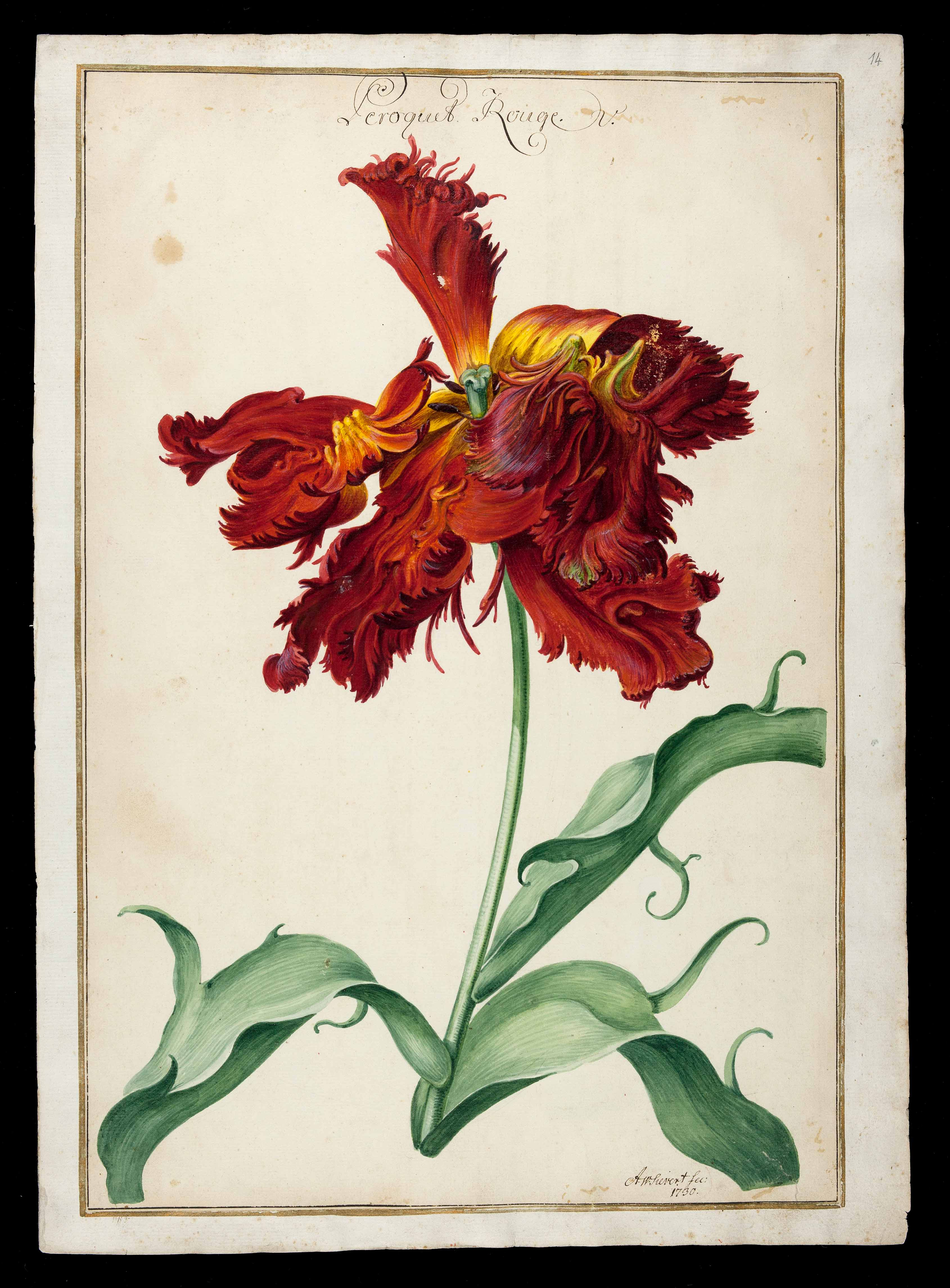
Aquarell einer Papageientulpe der Sorte „Peroquet Rouge“ aus dem Karlsruher Tulpenbuch, 1730. Badische Landesbibliothek Karlsruhe, K 3302, Bl. 14

Der Karlsruher Schlossgarten war durch eine Quer- und eine Längsachse geteilt. Die Mittelachse nahm ein üppiges Blumenparterre mit Springbrunnen ein. Dieses Parterre war mit farbigem Sand, zerstoßenem Glas und Muscheln bestreut. Rechts und links davon befanden sich von Wegen durchzogene Lustwäldchen, die sog. Bosketten. Seitlich schlossen sich vier Gärten mit Blumen, Glashäusern, Volieren und Grotten an. Im Sommer wurden entlang der Hauptalleen zahlreiche Orangenbäume aufgestellt. Kastanienalleen führten im Osten an den Marställen und im Westen entlang der Orangerien bis hin zum Zirkel. Zudem war der Garten mit vier unterschiedlichen Gebäuden ausgestattet: im Nordwesten und Südosten befanden sich Glashäuser für die Orangerie und seltene exotische Gewächse, im Nordosten eine weitläufige Voliere sowie im Südwesten eine Menagerie. Ein Inventar über „sämtliche Hochfürstliche Orangerien zu Hofe zu Carolsruhe als Durlach“ (Generallandesarchiv Karlsruhe, HfK-Hs Nr. 222) verzeichnet für das Jahr 1727 insgesamt 1.924 Zitrusgewächse in Karlsruhe und 2.267 Exemplare in Durlach. Auch Pflanzen wie Oleander, Lorbeeren, Palmen, Granatäpfel und Ölbäume sind als Teil des Karlsruher Schlossgartens nachzuweisen.
Bereits in der Mitte des 16. Jahrhunderts war die Tulpe nach Deutschland gekommen, wo sie bald große Popularität genoss. Zu einem bedeutenden Zentrum der Blumenzwiebelzucht und des Blumenzwiebelhandels entwickelte sich Holland, wo sich die Tulpe schnell eine exponierte Stellung innerhalb der Gartenkultur eroberte. In den Jahren von 1634 bis 1637 steigerte sich die Begeisterung für die Tulpe hin zum Phänomen der sog. Tulipomanie. Die Tulpe war zum Luxusgut und Spekulationsobjekt aufgestiegen.
Auch Markgraf Karl III. Wilhelm von Baden-Durlach begeisterte sich für die neue Modeblume des Barock und bezog die Tulpenzwiebeln für den Karlsruher Schlossgarten von insgesamt 17 verschiedenen holländischen Züchtern. Sogar eigene Karlsruher Neuzüchtungen von Tulpen existierten. Markgraf Karl Wilhelm selbst unternahm Reisen nach Holland, um seine botanischen Kenntnisse zu erweitern und Geschäftsbeziehungen zu pflegen. Mehr als 5.000 verschiedene Tulpensorten und zahlreiche botanische Raritäten waren am Lebensende des Stadtgründers im Karlsruher Schlossgarten zu bewundern.

## Die Karlsruher Tulpenbücher
Markgraf Karl Wilhelm hinterließ eine Sammlung von ca. 6.000 Pflanzenaquarellen. Mehr als 5.300 dieser Blätter waren der Darstellung von Tulpen gewidmet, was die Bezeichnung als „Karlsruher Tulpenbücher“ erklärt. Von diesen um 1730 angefertigten Großfoliobänden existierten ursprünglich 20 Stück. In der Nacht vom 2. auf den 3. September 1942 wurden beim Brand der Badischen Landesbibliothek 16 von ihnen zerstört. Die heute noch erhaltenen vier Bände befinden sich in der Badischen Landesbibliothek (Sign. K 3301 und K 3302) sowie im Generallandesarchiv Karlsruhe (Sign. Hfk, Hs. 263 und 269). 

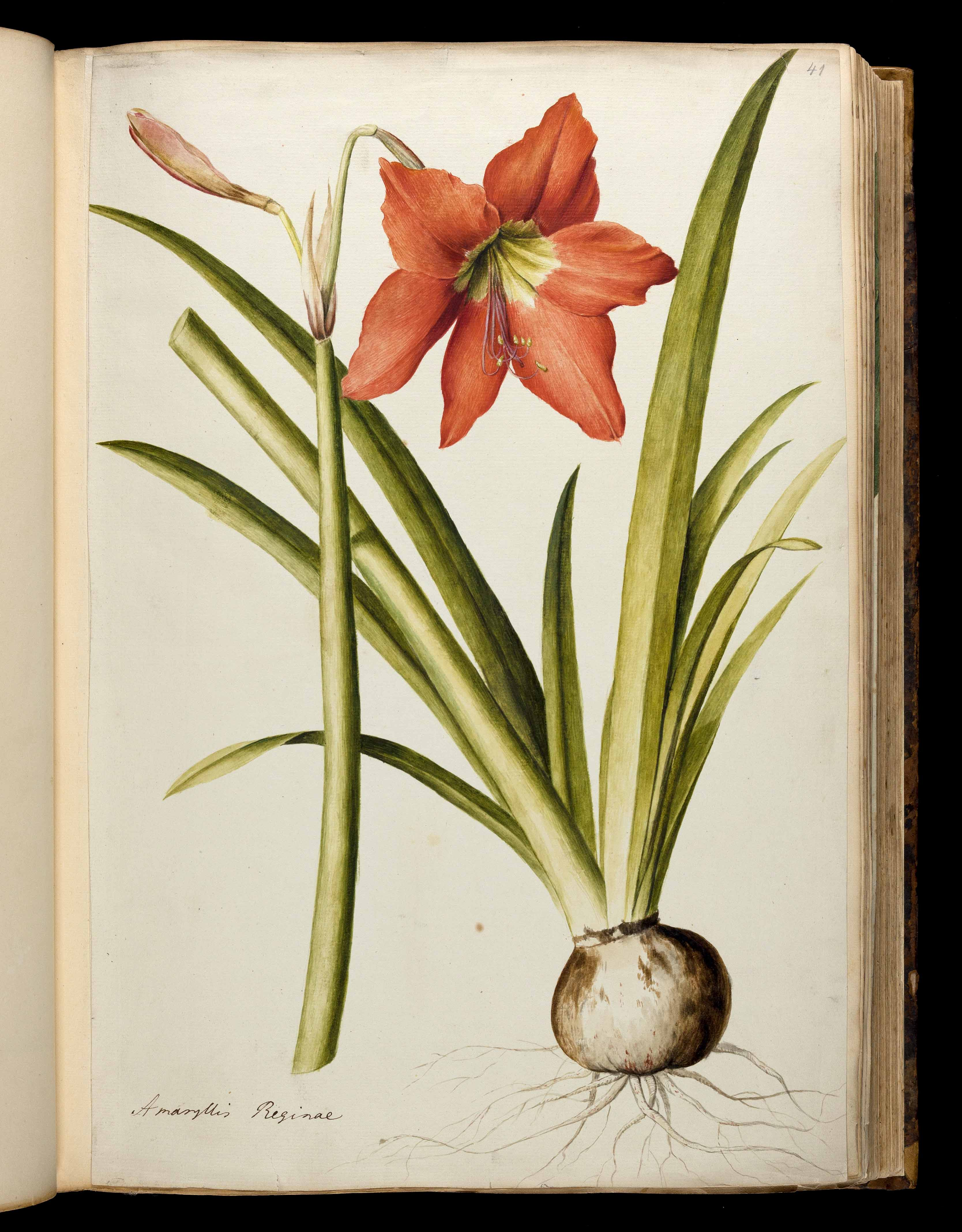
Aquarell einer Amaryllis aus dem Karlsruher Blumenbuch, um 1730. Badische Landesbibliothek Karlsruhe, K 3301, Bl. 42

Unter den Tulpenaquarellen finden sich auch Darstellungen von Neuzüchtungen mit Namen bedeutender Persönlichkeiten oder von Orten Badens, wie z. B. Marggräffin Maria Anna von Baaden oder Prinz August von Baaden. Neben Tulpen und Narzissen lassen sich in den Blumenbüchern zahlreiche Darstellungen von Hyazinthen, Ranunkeln, Anemonen und Aurikeln entdecken. Die meisten Blätter sind mit einem Datum und einer sich auf den jeweiligen Blumenkatalog beziehenden Nummer versehen. Im Gegensatz zum Karlsruher Tulpenbuch K 3302 widmet sich der Band mit der Signatur K 3301 vor allem den seltenen und exotischen Pflanzen des Karlsruher Schlossgartens. Ein Teil dieser Blätter stammt aus der Zeit von Markgräfin Karoline Luise (1723–1783) und wird um 1770 datiert.
Bei der Herstellung dieses botanischen Sammelwerks ging es Karl Wilhelm um eine geradezu wissenschaftliche Erfassung der einzelnen Blumen. Mithilfe der Malerei konnten alle individuellen Details der Blüten festgehalten werden, das Blattwerk hingegen wurde häufig vernachlässigt. Anhand von Signaturen und Malstilen lassen sich verschiedene Künstler belegen, die mit der Anfertigung der Blumenportraits beauftragt wurden. Namentlich bekannte Blumenmaler am Karlsruher Hof waren z. B. Georg Dionysius Ehret, die Brüder August Wilhelm und Ernst Friedrich Sievert, Philipp Andreas Eichrodt und Heinrich Lihl. Auch zwei Frauen mit den Namen M. Erlacher und A.S. Mez werden auf einigen Blättern genannt.

## Ausstellung „Karlsruher TulpenKULTur. Markgraf Karl Wilhelm und seine Gartenkunst“
Anlässlich des 300. Geburtstags der Stadt Karlsruhe im Jahr 2015 wurden die heute noch erhaltenen Karlsruher Blumenbücher erstmals gemeinsam der Öffentlichkeit präsentiert. Die Badische Landesbibliothek zeigte vom 11. Februar bis zum 25. April 2015 die Ausstellung „Karlsruher TulpenKULTur. Markgraf Karl Wilhelm und seine Gartenkunst“.